# 大命
《大命》（韓語：대명）是韓國KBS於1981年播放的大河連續劇，是KBS首部推出的大河劇。
此劇講述朝鮮王朝被清朝征服后，朝鲜孝宗的事迹。

## 演員陣容

### 主要人物
- 金興基（朝鲜语：김흥기） 飾演 孝宗（鳳林大君）：朝鮮王朝第17代王
- 元美京 飾演 仁宣王后：孝宗的正妃，顯宗的母親
- 白潤植 飾演 昭顯世子：仁祖與仁烈王后的長子，孝宗的哥哥

### 王室
- 金東勳 飾演 仁祖：朝鮮王朝第16代王，鳳林大君（仁祖）的父親
- 徐佑林 飾演 仁烈王后韓氏：仁祖的正妃，孝宗的母親
- 姜受延／趙恩德 飾演 莊烈王后趙氏：仁祖的繼妃
- 李文姬 飾演 愍懷嬪姜氏：昭顯世子的妻子
- 崔宇成（최우성） 飾演 麟坪大君：仁祖與仁烈王后的三子
- 尹宥善 飾演 福川府夫人吳氏：麟坪大君的妻子

### 朝鮮王朝官員
- 金聖源 飾演 崔鳴吉
- 李致雨 飾演 金瑬
- 白一燮 飾演 林慶業
- 林東真 飾演 金尚憲
- 南聖祐 飾演 鄭忠信
- 田雲 飾演 洪翼漢
- 文五長 飾演 李浣
- 南一祐 飾演 吳達濟
- 張勇 飾演 尹集
- 朱鉉 飾演 元斗杓
- 金淳哲 飾演 金自點
- 金成謙 飾演 李時白
- 金鎮海 飾演 張維
- 黃範植 飾演 金慶徵
- 安亨植（안형식） 飾演 宋時烈
- 金時源 飾演 平壤城軍官
- 李純才 飾演 南以雄
- 尹德鏞 飾演 朴𥶇
- 梁泳駿 飾演 洪瑞鳳
- 文昌吉 飾演 鄭雷卿
- 潘文燮（반문섭） 飾演 朴培元
- 朴容植 飾演 趙壤
- 宋熙南（송희남） 飾演 申晉翼
- 高光宇（고광우） 飾演 軍官
- 張淳國 飾演 張士敏
- 姜民浩 飾演 姜軍官
- 崔正薰 飾演 孔馬腳
- 李鍾萬 飾演 金內官
- 李成雄 飾演 獨步僧侶
- 史美子 飾演 河中月
- 李鏡珍 飾演 玉花
- 鮮于銀淑 飾演 金女
- 徐昇希 飾演 梅環
- 朴賢貞 飾演 朴尚宮
- 南潤貞 飾演 參判嬸
- 金美英 飾演 松花
- 權祺善 飾演 養和堂
- 李大路 飾演 李景奭
- 宋昌信（송창신） 飾演 金堉

### 清朝皇室
- 金允炯 飾演 崇德帝（皇太極）
- 任秉基 飾演 濟爾哈朗
- 劉鍾根 飾演 多爾袞
- 李英（이영） 飾演 龍骨大

### 清朝人物
- 李信宰 飾演 禮部尚書
- 河大炅 飾演 馬夫大
- 金裕行 飾演 王將帥
- 朱善泰 飾演 王忠
- 許真 飾演 陳夫人
- 鮮于龍女 飾演 劉夫人
- 孟虎林
- 李漢洙

### 明朝人物
- 徐永進 飾演 崇禎帝
- 李根熙 飾演 朱由崧
- 李一雄 飾演 鄭命壽